# 喻长林
喻长林（1931年7月—2020年2月26日），祖籍江西临川，生于江西景德镇，中华人民共和国政治人物，中国民主建国会中央委员会原常务委员，江西省委员会原主任委员，江西省政协原副主席。

## 生平
1931年7月生于江西省景德镇。曾在泰和中专部学习。1946年开始在景德镇私营商店做学徒，后在其父经营的喻全盛百货店做营业员。1949年4月景德镇解放后，任街道居民委员会主任。1956年7月加入中国民主建国会。1958年至1968年任景德镇商业局副局长。文化大革命期间在五七干校劳动。1982年至1992年任景德镇市副市长，被市民称为“菜篮子副市长”。1995年10月至2002年6月任中国民主建国会江西省委员会主任委员。1998年1月至2003年1月任江西省政协副主席。2020年2月26日17时55分在南昌逝世。